# فرس البحر المونتي بيلي
فرس البحر المونتي بيلي (الاسم العلمي: Hippocampus montebelloensis) (بالإنجليزية: Monte Bello seahorse)‏ هو نوع من الأسماك يتبع جنس فرس البحر من فصيلة زمارات البحر.